# Samuel de Medina
Samuel ben Moshé de Medina (en hebreo: שמואל בן משה די מדינה; Salónica, 1505/6 – ibíd., 12 de octubre de 1589), conocido por el acrónimo Maharashdam (מהרשד"ם), fue un destacado rabino sefardí del siglo XVI, talmudista y autoridad halájica. Fue uno de los principales líderes rabínicos del Imperio otomano y dirigió la academia talmúdica de Salónica.

## Biografía
Nació en una familia de origen hispano-judío en la ciudad de Salónica. Estudió bajo la tutela de destacados sabios como Yosef Taitatzac y Leví ben Javiv. Entre sus contemporáneos y colaboradores se encuentran Yitzhak Adarbi, Yosef ibn Lev y Moshé Almosnino.
Durante una misión a Constantinopla, conoció al gramático Menajem Lonzano, quien se convirtió en su discípulo y se refería a él como su maestro.

## Labor rabínica
Como director de la academia talmúdica de Salónica, De Medina fue una figura clave en la formación de una nueva generación de sabios en el ámbito sefardí. Sus alumnos incluyen a figuras destacadas como Abraham de Boton, Yosef ibn Ezra y Jaim Shabetai.
Mantuvo una controversia conocida con el rabino Yosef Karo (autor del Shulján Aruj) y otros sabios de Safed, a raíz de la cual escribió una epístola polémica titulada Kétav Tojája (Carta de reprensión).

## Obras
Entre sus escritos más importantes se encuentran:
- Piskei Maharashdam (פסקי מהרשד"ם): colección de 956 responsas halájicas, divididas en cuatro partes. Las dos primeras fueron publicadas en vida del autor (1578–1587), y la edición completa fue finalizada por su hijo Moshé, quien añadió un prefacio.[2]

- Ben Shemuel (בן שמואל): obra homilética publicada en Mantua en 1622, con treinta sermones sobre temas diversos. Fue editada con un prefacio de su nieto Shemaía.[2]

- Jidushim (חידושים): comentarios inéditos sobre diversas secciones del Talmud.[2]

## Legado
De Medina es considerado una de las autoridades halájicas más influyentes del judaísmo sefardí posterior a la expulsión de España. Sus responsas continúan siendo citadas en discusiones legales judías contemporáneas. Entre sus obras más destacadas se encuentra el She'elot u-Teshuvot (Preguntas y Respuestas), una colección de dictámenes legales que abordan una amplia gama de temas halájicos. Su enfoque combina un profundo conocimiento talmúdico con una sensibilidad práctica hacia las necesidades de las comunidades sefardíes exiliadas. Falleció en Salónica en 1589.